# Enric Llopis
Enric Llopis (València, 1971) és un periodista i escriptor valencià. Ha alternat el treball professional en gabinets de comunicació institucionals amb la col·laboració en mitjans alternatius del País Valencià com L'Avanç, L'Accent o Ràdio Klara. Des de 2008 col·labora habitualment en les diferents seccions del mitjà de comunicació digital Rebelión.org.

## Obra publicada
- Por Europa y contra el sistema euro; escrit amb Manuel Monereo, 2014. ISBN 978-84-942097-7-2.
- Gente precaria. La rebelión de los frigoríficos vacíos. Múrcia: Alfaqueque, 2015. ISBN 978-84-938858-9-2.[2]
- La batalla de l'Horta. Cinc dècades de resistència silenciada. Carcaixent: Sembra Llibres, 2016. ISBN 978-84-16698-01-1.[3]
- Cabanyal zona zero. Cròniques de la resistència (1998-2018), 2018. ISBN 978-84-945975-9-6.[4]
- Plumas Rebeldes. Periodistas contra la corriente. 2020.[5]